# Helen Levitt
Helen Levitt (* 31. August 1913 in Brooklyn, New York City; † 29. März 2009 ebenda) war eine US-amerikanische Fotografin und Filmemacherin. Sie zählte zu den wichtigsten Vertretern der New Yorker Street Photography. Ihre bevorzugten Motive waren Kinder, die auf der Straße spielen, und das Alltagsleben in den Straßen der ärmeren Stadtviertel. Sie war Mitglied der Photo League in New York. Die Photo League war eine Organisation von Fotografen in New York City, die sich der Dokumentation des Lebens in den Arbeitervierteln widmete. Sie wurde 1936 gegründet und bot ihren Mitgliedern Schulungen, Ausstellungsräume und eine Plattform für den Austausch über soziale und kreative Themen. Die Photo League spielte eine wichtige Rolle bei der Entwicklung der sozialdokumentarischen Fotografie in den USA.

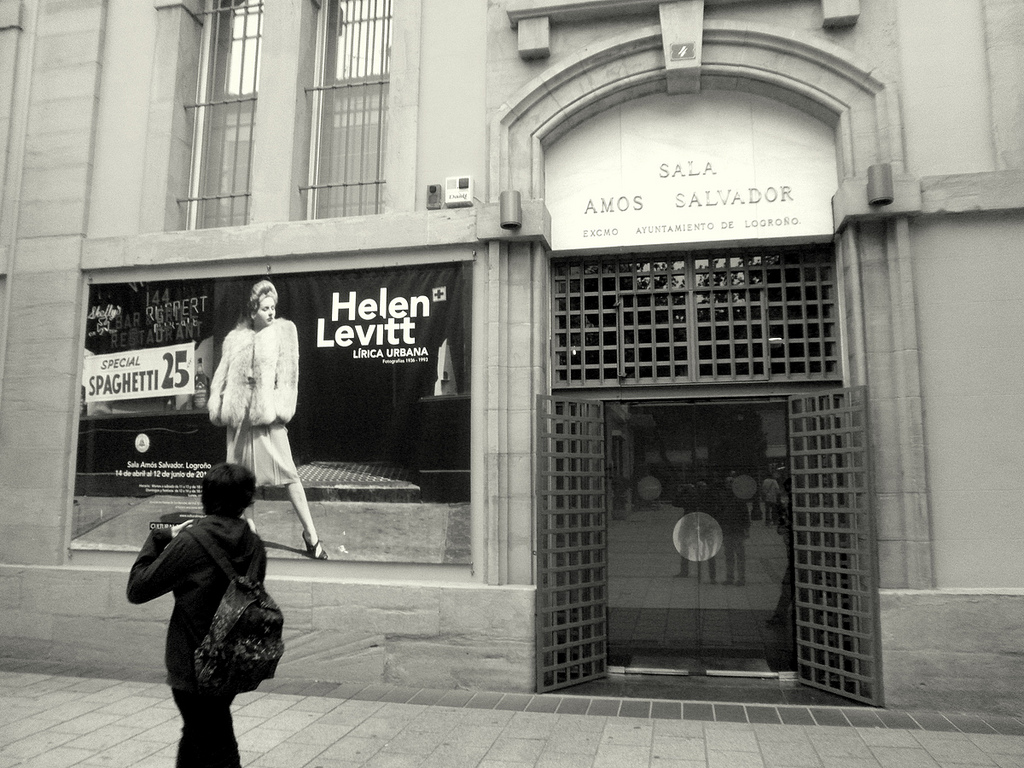
Fotoausstellung Helen Levitt in der Sala Amos Salvador, Logroño, Spanien, 2011

## Leben und Werk
Helen Levitt wuchs in Brooklyn auf, wo sie auch nach ihrer Schulzeit von 1931 an für einen Porträtfotografen zu arbeiten begann. Sie nahm an Workshops der Photo League teil und traf so 1935 Henri Cartier-Bresson, dessen Arbeiten sie zuvor schon in der Galerie Julien Levys gesehen hatte. Nach seinem Vorbild kaufte sie eine eigene gebrauchte Leica und machte ihre ersten Straßenaufnahmen. 1938 begegnete sie Walker Evans und wurde seine Assistentin, half ihm bei den Abzügen für seine Ausstellung im MoMA, American Photographs, und begleitete ihn auf Exkursionen in die New Yorker U-Bahn, um heimlich Portraits der Passagiere zu schießen. Auch Levitt selbst machte eine Serie und kam 1978 nochmal darauf zurück. Von 1941 an, nach einer Mexikoreise, war sie als Filmeditorin bei Luis Buñuel tätig.
Nach dem Zweiten Weltkrieg begann sie, zusammen mit James Agee, an ihrem ersten Buchprojekt zu arbeiten. Es erschien erst zwanzig Jahre später unter dem Titel A Way of Seeing, da sich Helen Levitt inzwischen auch als Filmemacherin betätigte. In Zusammenarbeit mit James Agee und der Malerin Janice Loeb entstanden die Dokumentarfilme In the Street und The Quiet One. Letzterer wurde 1949 in der Rubrik  Bester Dokumentarfilm für den Oscar nominiert. Gemeinsam mit Loeb und Sidney Meyers wurde sie 1950 zudem für den Oscar für das beste Originaldrehbuch nominiert. Ihre Filme produzierten sie unabhängig von großen Filmstudios über ihre eigene Produktionsfirma Film Documents, Inc. Helen Levitts Filme gelten als Vorläufer des unabhängigen Low-Budget-Films.
In den 1950er-Jahren kehrte Levitt zur Fotografie zurück, und wieder zog es sie bei der Motivsuche auf die Straße. Zunächst fotografierte sie ausschließlich in Farbe, von etwa 1980 an entstanden parallel dazu auch Schwarzweißaufnahmen. Während sie zu Beginn ihrer Karriere aus einer Serie von Schnappschüssen einer Szene die beste auswählte, suchte sie ihre Motive nun gezielter und mit mehr Bedacht.
Eine erste Retrospektive ihres künstlerischen Werks organisierte Sandra S. Phillips am San Francisco Museum of Modern Art (SFMOMA). Unterstützt wurde sie durch Maria Morris Hambourg vom Metropolitan Museum of Art in New York, der zweiten von insgesamt zehn Stationen der nordamerikanischen Wanderausstellung.
Im deutschsprachigen Raum fand eine erste Werkschau 1998/99 statt, nachdem Catherine David eine kleine Auswahl von Fotografien und Filmen Levitts ausgewählt hatte und im Kontext zeitgenössischer Kunst auf der documenta X zeigte. Die von Peter Weiermair kuratierte Ausstellung wurde außer im Frankfurter Kunstverein, im Rahmen der 48. Berliner Festwochen, im Rupertinum Salzburg und in der Villa Stuck in München gezeigt. Ein Jahr vor ihrem Tod erhielt sie den internationalen Preis für Fotografie Spectrum der Stiftung Niedersachsen, der mit einer Ausstellung im Sprengel Museum Hannover verbunden war.
Zuletzt lebte Helen Levitt im New Yorker Stadtteil Greenwich Village, wo sie 2009 im Alter von 95 Jahren in ihrer Wohnung im Schlaf verstarb.

## Daten ihrer Karriere
- 1939 erste Veröffentlichungen in Zeitschriften
- 1943 erste Einzelausstellung im MoMA (Museum of Modern Art)
- 1959/1960 Guggenheim-Stipendien
- 1965 Veröffentlichung von Way of Seeing, Text von James Agee
- 1991 Retrospektive in San Francisco und weiteren Städten in Nordamerika
- 1997 Teilnahme an der documenta X in Kassel
- 2008 Spectrum – Internationaler Preis für Fotografie der Stiftung Niedersachsen, Ausstellung im Sprengel Museum, Hannover

## Filmografie
- In the Street (1948): Kamera
- Einer von den Stillen (The Quiet One) (1948): Skript und Kamera (neben anderen)
- The Stairs (1950): Produktion
- The Savage Eye (1960): Kamera
- The Balcony (1963): Regieassistenz
- An Affair of the Skin (1963): Koproduzentin mit Ben Maddow
- In the Year of the Pig (1968): Schnitt zusammen mit Hannah Moreinis
- The End of an Old Song (1972): Schnitt

## Einzel- und Gruppenausstellungen (Auszug)
- 1943 Helen Levitt: Photographs of Children, erste Einzelausstellung im Museum of Modern Art, New York
- 1974 Projects: Helen Levitt in Color, Museum of Modern Art, New York
- 1991/92 Retrospektive im San Francisco Museum of Modern Art (SFMOMA), dem Metropolitan Museum of Art, New York, sowie weiteren Städten in den USA und Kanada
- 2018/19 Retrospektive Albertina Wien

## Publikationen (Auswahl)
- Helen Levitt, James Agee, A Way of Seeing, Horizon Press, New York 1965, Digitalisat (englisch).
  - 3. Neuausgabe: Duke University Press, 1989, ISBN 978-0-8223-1005-1.
- Jane Livingston, Helen Levitt, Ausstellungskatalog, Corcoran Art Gallery, Washington 1980 (englisch).
- Helen Levitt, Robert Coles, In the Street: Chalk Drawings and Messages, New York City, 1938–1948, Duke University Press, 1987, ISBN 0-8223-0771-5 (englisch).
- Sandra S. Phillips (Hg.), Maria Morris Hambourg, Helen Levitt, San Francisco Museum of Modern Art, 1991, ISBN 0-918471-22-2, Digitalisat (englisch).
- Helen Levitt, James Oles, Mexico City, W. W. Norton & Company, ISBN 0-393-04549-8 (englisch).
- Peter Weiermair (Hg.), Helen Levitt, Ausstellungskatalog, Frankfurter Kunstverein, Rupertinum, Salzburg, Berliner Festspiele, Villa Stuck, München, Prestel, München/New York 1998, ISBN 3-7913-1974-4.
- Helen Levitt, Francine Prose, Crosstown, powerHouse Books, Brooklyn 2001, ISBN 1-57687-103-7 (englisch).
- Helen Levitt, Adam Gopnik, Here and There, powerHouse, 2004, ISBN 1-57687-165-7 (englisch).
- John Szarkowski, Slide Show: The Color Photographs of Helen Levitt, powerHouse, 2005, ISBN 978-1-57687-252-9 (englisch).
- Inka Schube (Hg.), Helen Levitt, Spectrum – Internationaler Preis für Fotografie, Ausstellungskatalog, Sprengel Museum Hannover 2008, ISBN 3-89169-204-8.
- Alan Trachtenberg, Jean-François Chevrier, Jorge Ribalta, Helen Levitt: Lírica Urbana, La Fabrica Editorial, 2010, ISBN 978-84-92841-24-0 (spanisch).
- Mason Klein, Catherine Evans: The Radical Camera: New York’s Photo League, 1936–1951. The Jewish Museum und Yale University Press, 2011.
- Geoff Dyer, One, Two, Three, More, powerHouse, 2017, ISBN 978-1-57687-852-1 (englisch).
- Manhattan Transit: The Subway Photographs of Helen Levitt, Texte von Marvin Hoshino und David Campany. Galerie Thomas Zander und Verlag der Buchhandlung Walther König, Köln 2017, ISBN 978-3-96098-122-0 (englisch).
- Walter Moser (Hg.), Helen Levitt, Ausstellungskatalog, Albertina, Wien, Kehrer, Heidelberg/Berlin 2018, ISBN 978-3-86828-876-6 (englische Ausgabe: ISBN 978-3-86828-897-1).